# 福原健一
福原 健一（ふくはら けんいち、1957年4月19日 - ）は、NHK広報局広報部副部長、元チーフアナウンサー。

## 人物
東京都立東大和高等学校、早稲田大学卒業。鹿児島局放送部長時代は桜島対策の先頭にも立っていた。

## 過去の担当番組
- スポーツ中継（ゴルフ、メジャーリーグ、ラグビー、NFLなど）
- 1996年ドジャース 野茂英雄 最初のノーヒットノーラン試合をアメリカデンバーから実況中継
- 2004年マリナーズ イチロー 年間最多安打大リーグ新記録達成試合の実況中継
- 2001年アメリカニューヨーク駐在時、アメリカ同時多発テロ事件の取材、ラジオやテレビでリポートを担当